# Liesel Eckhardt
Liesel Eckhardt (* 18. Juni 1880; † 28. Dezember 1967 in West-Berlin) war eine deutsche Schauspielerin und Hörspielsprecherin.

## Leben
Über das Leben der 1880 geborenen Liesel Eckhardt (manchmal auch Liesl Eckardt) sind nur lückenhafte Informationen vorhanden. Theaterauftritte von ihr sind keine nachzuweisen. Erst im Alter von über 55 Jahren erscheint sie ab Mitte der 1930er Jahre, zum Teil auch in den ersten Jahren unter dem Namen Liesel Eckhardt-Jonas, in ihren ersten Filmrollen. Von Anfang bis zum Ende der 1950er Jahre stand die West-Berlinerin, wie es bis zum Bau der Berliner Mauer häufig vorkam, hauptsächlich für die DEFA und vereinzelt auch für den Deutschen Fernsehfunk vor der Kamera. Ihre Rollen in Hörspielen sprach sie von 1950 bis 1963 dagegen alle bei West-Berliner Sendern.
Liesel Eckhardt verstarb 1967 im Alter von 87 Jahren in Berlin.

## Filmografie
- 1936: Und du mein Schatz fährst mit
- 1936: Heißes Blut
- 1936: Moskau – Shanghai
- 1937: Die ganz großen Torheiten
- 1937: Die gelbe Flagge
- 1937: Mein Sohn, der Herr Minister
- 1938: Die fromme Lüge
- 1938: Mordsache Holm
- 1938: Menschen, Tiere, Sensationen
- 1938: Ziel in den Wolken
- 1938: Am seidenen Faden
- 1940: Casanova heiratet
- 1940: Bal paré
- 1940: Der Kleinstadtpoet
- 1941: Ich klage an
- 1943: Großstadtmelodie
- 1950: Der Rat der Götter
- 1950: Familie Benthin
- 1952: Das verurteilte Dorf
- 1953: Weite Straßen – stille Liebe
- 1953: Die Unbesiegbaren
- 1955: Der Ochse von Kulm
- 1956: Thomas Müntzer – Ein Film deutscher Geschichte
- 1957: Zwei Mütter
- 1957: Berlin – Ecke Schönhauser…
- 1958: Emilia Galotti
- 1960: Blaulicht: Die Butterhexe (Fernsehreihe)

## Hörspiele
- 1950: Theodor Plievier: Die Ballade vom Frieden – Regie: Otto Kurth (Hörspiel – NWDR)
- 1951: Guntram Prüfer: Die Brücke (Ältere Frau) – Regie: Rolf von Goth (Hörspiel – NWDR)
- 1952: Wolfgang Goetz, Wilhelm Ehlers: Tante Voss (mehrere Stimmen) – Regie: Curt Goetz-Pflug (Hörspiel – NWDR)
- 1952: Hans Novak, Georg Zivier: Das Spiel geht weiter (Riccarda) – Regie: Curt Goetz-Pflug (Hörspiel – NWDR)
- 1953: Johannes Hendrich: Meines Bruders Hüter sein? (Stimme) – Regie: Curt Goetz-Pflug (Hörspiel – NWDR)
- 1953: Fred C. Siebeck: Es wurde dunkel vor dem Abend (Blumenfrau) – Regie: Rolf von Goth (Hörspiel – NWDR)
- 1954: Ernst Keienburg: Das meergrüne Täschchen (Stimme) – Regie: Hans Bernd Müller (Hörspiel – SFB)
- 1954: Andreas Fuchs: Die blaue Tasche – Regie: Peter Thomas (Hörspiel – RIAS Berlin)
- 1954: Lutz Neuhaus, Walter Jensen: Nach Jahr und Tag – Regie: Peter Thomas (Hörspiel – RIAS Berlin)
- 1954: Jochen Huth: Eine alltägliche Geschichte – Regie: Peter Thomas (Hörspiel – RIAS Berlin)
- 1954: Heinz Meising, Karl-Hein Gies: Einmal Vertrauen (Alte) – Regie: Hanns Korngiebel (Hörspiel – RIAS Berlin)
- 1954: Erich Wildberger: Ring über Ostkreuz (Frau) – Regie: Curt Goetz-Pflug (Hörspiel, 1. Teil – SFB)
- 1955: Johannes Hendrich: Narkose – Regie: Wolfgang Spier (Hörspiel – RIAS Berlin)
- 1955: Erich Link: Der Tod war schneller (Stimme) – Regie: Hans Drechsel (Hörspiel – SFB)
- 1956: Heinz Oskar Wuttig: Der Nachtprinz – Regie: Curt Goetz-Pflug (Hörspiel – SFB/HR)
- 1957: Paul Hengge: Durchreise (Blumenfrau) – Regie: Hanns Korngiebel (Hörspiel – RIAS Berlin)
- 1957: Hermann Sudermann: Die Reise nach Tilsit (Urte) – Regie: Erich Köhler (Hörspiel – SFB)
- 1957: Thomas Mann: Die Bekenntnisse des Hochstaplers Felix Krull (Frau) – Regie: Curt Goetz-Pflug (Hörspiel, 1. Teil – SFB)
- 1958: Georges Simenon: Maigret nimmt Urlaub (Alte Frau) – Regie: Hans Drechsel (Kriminalhörspiel – SFB)
- 1959: Günter Jannasck: Das Gasthaus in Aci Cetana (Dorfbewohnerin) – Regie: Rolf Purucker (Hörspiel' – RIAS Berlin)
- 1960: Dieter Waldmann: Das Dorf (Nachbarin) – Regie: Rolf von Goth (Hörspiel – SFB)
- 1961: Luigi Pirandello: Professor Toti (Filomena, altes Dienstmädchen) – Regie: Rolf von Goth (Hörspiel – SFB)
- 1961: Robert T. Odeman: Alles wegen Kaiser Hadrian (Frau Wagner) – Regie: Hans Drechsel (Kriminalhörspiel – SFB)
- 1963: Betty Davies: Katz und Maus – Regie: Ulrich Gerhard (Kriminalhörspiel – RIAS Berlin)
- 1963: Paul Willems: Phoebus oder die Aalbucht – Regie: Willi Schmidt (Hörspiel – RIAS Berlin)
- 1963: Roland Dorgelès: Zuviel Geld – Regie: Rolf von Goth (Hörspiel – SFB)
- 1963: Rolf Goetze: Untern Linden, untern Linden – Regie: Alexander Pestel (Hörspiel – RIAS Berlin)